# Wacław Grzybowski
Wacław Grzybowski (4. května 1887, Zamiechów – 30. prosince 1959 Paříž) byl polský politik a filozof. V letech 1927–1935 byl poslancem polského Sejmu a velvyslancem v Praze, od července 1936 do sovětské invaze do Polska 17. září 1939 byl velvyslancem v Moskvě. Jako velvyslanci mu byla před invazí do Polska předložena nóta rušící smlouvu mezi Polskem a Sovětským svazem. Grzybowski ji odmítl převzít a následně opustil SSSR.